# Phenomenal
Phenomenal (englisch für „phänomenal“) ist ein Lied des US-amerikanischen Rappers Eminem, das er zusammen mit der Sängerin Liz Rodrigues aufnahm. Der Song ist die erste Singleauskopplung aus dem Soundtrackalbum Southpaw zum gleichnamigen Film und wurde am 2. Juni 2015 veröffentlicht.

## Inhalt
Phenomenal ist – ähnlich wie Eminems Songs Not Afraid und Guts Over Fear – ein Lied, das die Hörer motivieren und ihnen Mut und Selbstvertrauen vermitteln will. So soll man sich, wie Eminem selbst, von keinen Rückschlägen oder Kritikern unterkriegen lassen und stets an sich glauben. Inhaltlich ist das Stück auch vom zugehörigen Film Southpaw, in dem der Protagonist Billy Hope, gespielt von Jake Gyllenhaal, um seine Tochter und seine Boxkarriere kämpft, inspiriert. Eine Bridge des Liedes wird von der Sängerin Liz Rodrigues gesungen.

“I am phenomenal

With every ounce of my blood

With every breath in my lungs

Won’t stop until I’m phe-no-menal”

## Produktion
Der Song wurde von Eminem selbst produziert, der zusammen mit Luis Resto und Mario Resto auch als Autor fungierte.

## Musikvideo
Bei dem zu Phenomenal gedrehten Musikvideo, das am 3. Juli 2015 auf Apple Music Premiere feierte, führte der US-amerikanische Regisseur Rich Lee Regie. Das Video hat eine Länge von über sieben Minuten und verzeichnet auf YouTube über 45 Millionen Aufrufe (Stand Juli 2020).
Zu Beginn wacht Eminem mit Gedächtnisverlust in einem Krankenhaus auf. Jedoch besitzt er übermenschliche Fähigkeiten und schaltet eine Vielzahl von Sicherheitskräften kämpferisch aus, bevor er das Gebäude verlässt und sich auf den Straßen einer asiatischen Großstadt befindet. Auf der Flucht trifft er seinen vermeintlichen Anführer, gespielt von John Malkovich. Dieser sitzt auf einer Rikscha und fordert Eminem auf, sich ihm anzuschließen. Er lehnt die Forderung ab und flüchtet weiter auf einem Motorrad und schließlich im Auto, an der Seite des Schauspielers Randall Park, durch die Stadt. Als dieser ein Selfie machen will, wirft Eminem ihn aus dem Fahrzeug und setzt die Flucht alleine fort. Am Ende springt Eminem aus einem Helikopter und fällt durch das Dach eines Gebäudes in eine Halle, in der er von Dr. Dre empfangen wird. Dort greift Eminem nach einem Mikrofon und beginnt seinen Konzertauftritt.

## Single

### Covergestaltung
Das Singlecover zeigt einen dunklen Raum, ähnlich einer Boxarena, der von ein paar Scheinwerfern an der Decke schwach beleuchtet wird. Im Vordergrund befinden sich die Schriftzüge Eminem in Rot und Phenomenal in Grau. Im unteren Teil des Covers steht die Anmerkung Music from and Inspired by the Motion Picture Southpaw in Weiß.

### Chartplatzierungen
Phenomenal stieg für eine Woche auf Platz 47 in die US-amerikanischen Singlecharts ein. Im Vereinigten Königreich belegte der Song Rang 57 und hielt sich zwei Wochen lang in den Top 100. Dagegen konnte sich das Lied im deutschsprachigen Raum nicht in den Charts platzieren.
| ChartsChartplatzierungen       | Höchstplatzierung | Wochen |
| ------------------------------ | ----------------- | ------ |
| Vereinigte Staaten (Billboard) | 47 (1 Wo.)        | 1      |
| Vereinigtes Königreich (OCC)   | 57 (2 Wo.)        | 2      |

### Auszeichnungen für Musikverkäufe
Phenomenal wurde im Jahr 2018 für mehr als 500.000 verkaufte Exemplare in den Vereinigten Staaten mit einer Goldenen Schallplatte ausgezeichnet.

| Land/Region               | Auszeichnungen für Musikverkäufe (Land/Region, Auszeichnung, Verkäufe) | Verkäufe |
| ------------------------- | ---------------------------------------------------------------------- | -------- |
| Australien (ARIA)         | Gold                                                                   | 35.000   |
| Brasilien (PMB)           | Gold                                                                   | 30.000   |
| Vereinigte Staaten (RIAA) | Gold                                                                   | 500.000  |
| Insgesamt                 | 3× Gold ·                                                              | 565.000  |

Hauptartikel: Eminem/Auszeichnungen für Musikverkäufe
Phenomenal war einer der 74 Songs, die in die Shortlist für die Nominierungen in der Kategorie Bester Filmsong bei der Oscarverleihung 2016 aufgenommen wurden. Letztendlich gewann aber das Lied Writing’s on the Wall von Sam Smith.